# Marteau à réflexes
Pour les articles homonymes, voir Marteau.

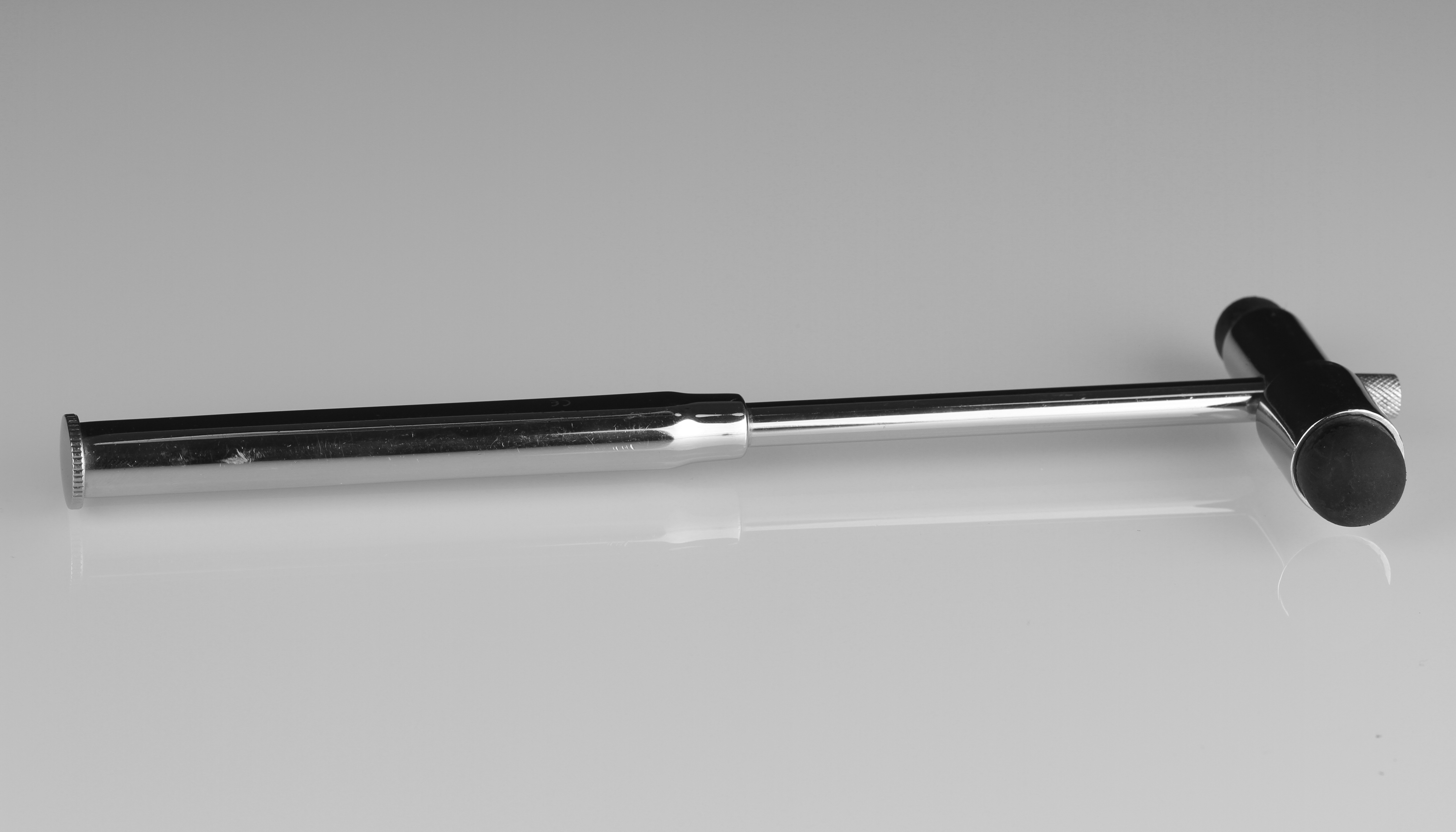
Marteau à réflexes

Un marteau à réflexes est un instrument utilisé en médecine pour tester les réflexes tendineux. L'évaluation  des réflexes est une étape importante de l'examen clinique neurologique, car il permet d'orienter rapidement et simplement le diagnostic vers une atteinte neurologique centrale (en cas d'exagération des réflexes) ou périphérique (en cas de diminution ou de disparition des réflexes). Le marteau à réflexes est utilisé aussi pour rechercher les réponses idio-musculaires et dans la percussion thoracique ou abdominale, lors de l'examen physique général.

## Modèles de marteaux à réflexes

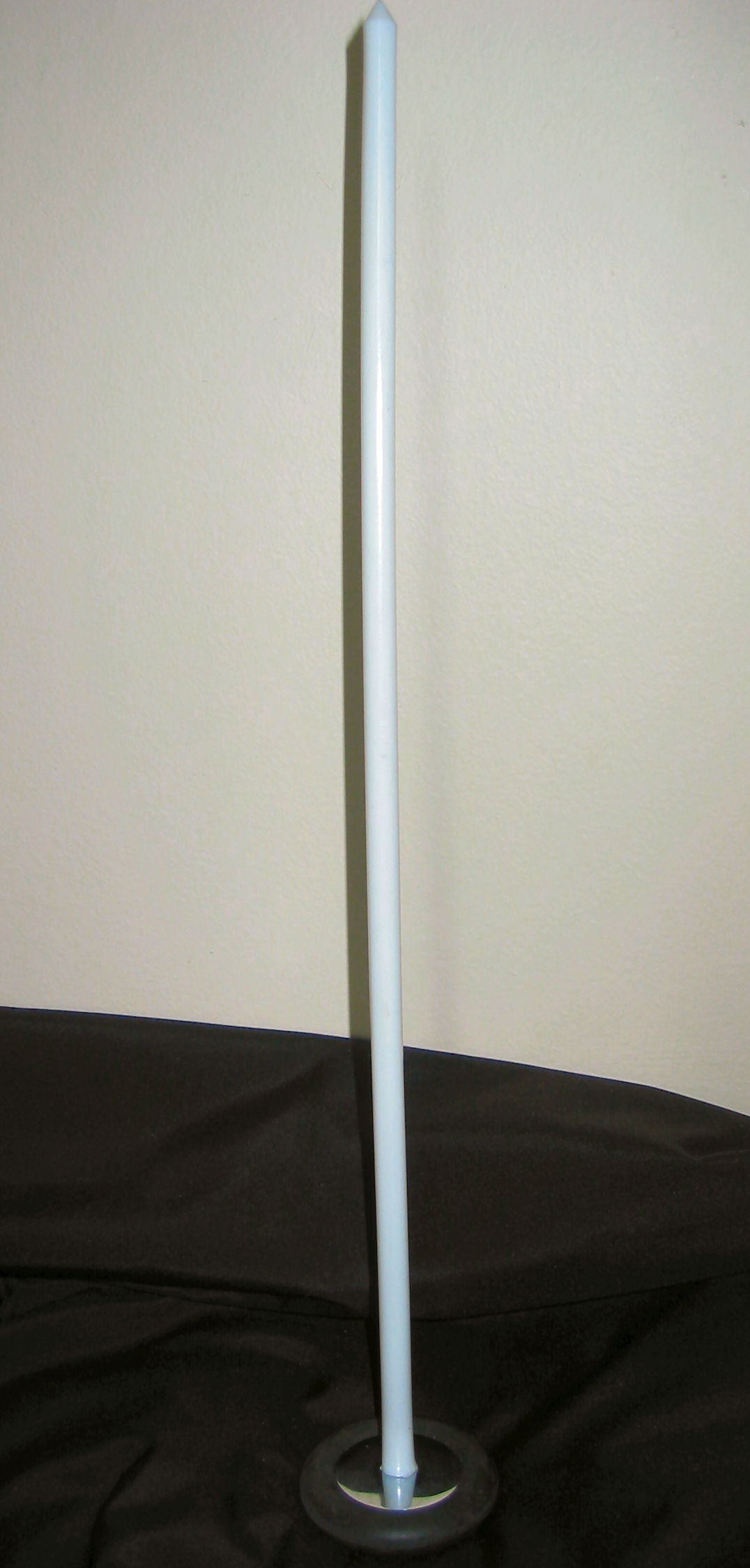
Le marteau à réflexes modèle Queen Square, muni ici d'un manche semi-rigide en plastique, avec une extrémité pointue servant à tester le réflexe cutané plantaire.

La sémiologie des réflexes tendineux et leur intérêt dans le diagnostic clinique des affections du système nerveux furent établis dès 1875 par Erb et Westphal. Toutefois les cliniciens se servaient à cette époque de leurs doigts ou du tranchant de la main pour percuter les tendons. Les premiers marteaux étaient dévolus uniquement à la percussion thoracique. Leur masse était trop faible pour communiquer au tendon un stimulus d'étirement mécanique suffisant à générer un réflexe. C'est par la suite que furent conçus des marteaux plus adaptés à la percussion des tendons.
À partir de la fin du XIXe siècle plusieurs modèles apparurent :
- Le marteau de Taylor ou modèle tomahawk fut inventé en 1888 par John Madison Taylor, un élève de Silas Weir Mitchell à l'hôpital orthopédique de Philadelphie[3]. C'est le marteau le plus répandu aux États-Unis. Il se compose d'une pièce de caoutchouc triangulaire montée sur un manche plat métallique. Des modèles dérivés du marteau de Taylor, possédant une partie percutante en forme de hache sont le modèle de Berliner et le modèle Vario.
- Le marteau de Babinski a été utilisé et préconisé par Joseph Babinski en 1912[4]. Sa partie percutante est un disque métallique de 5 centimètres de diamètre, cerclé d'une bordure en caoutchouc. Son manche, rigide est métallique et souvent amovible. Il est parfois télescopique pour faciliter son rangement et son transport[5]. Le marteau de Babinski fut introduit aux États-Unis par le neurologue Abraham Rabiner qui lui apporta un perfectionnement en rendant son manche dévissable et adaptable latéralement à la partie percutante (modèle “Babinski-Rabiner”). Babinski lui-même avait offert à Rabiner son propre exemplaire en signe de réconciliation, après que les deux hommes en fussent venus aux mains lors d'une soirée habillée qui eut lieu en 1920 à Vienne, à propos d'un différend concernant la physiopathologie du signe de Babinski[2].
- Le marteau de Dejerine est celui dont la forme se rapproche le plus de celle d'un marteau : la partie percutante est un morceau de caoutchouc de forme cylindrique arrondi aux extrémités. Les modèles dérivés de Trömner et de Buck possèdent des bouts de dimensions différentes, la plus petite étant adaptée à la recherche des réflexes chez les enfants.
- Le marteau de Queen Square fut mis au point vers 1925 au National Hospital for Nervous Diseases (à présent le National Hospital for Neurology and Neurosurgery) de Queen Square à Londres, par l'infirmière chargée du matériel d'électrothérapie, Miss Wintle surnommée « Sister Electrical » (« Sœur électrique »)[6]. Il se composait à l'origine d'un manche en bambou ou en canne, d'une longueur comprise entre 25 et 40 centimètres, fixé à un disque métallique cerclé de gomme ressemblant à celui du modèle de Babinski-Rabiner, mais en fait dérivé d'un modèle britannique plus ancien, celui de Henry Vernon, dont la tête était une sphère entourée d'une bande de caoutchouc[7]. Le marteau de Queen Square possède actuellement un manche en plastique souple et souvent terminé en pointe mousse ce qui permet également la recherche des réflexes cutanés. C'est le marteau le plus utilisé en Grande-Bretagne.
- Parmi les nombreux autres modèles de marteaux à réflexes on peut citer ceux de Stookey, de Witroe, de Krauss, de Rossier et de Traube[2].

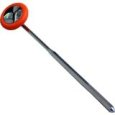
Modèle Babinski
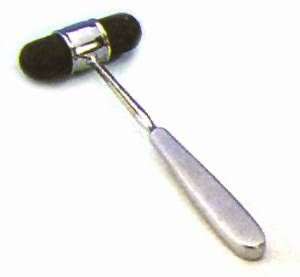
Modèle Dejerine
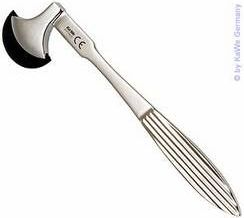
Modèle Berliner
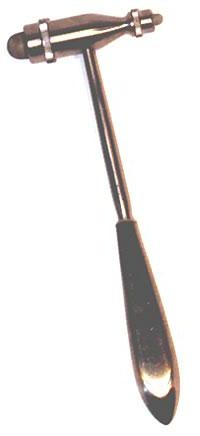
Modèle Trömner
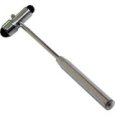
Modèle Buck
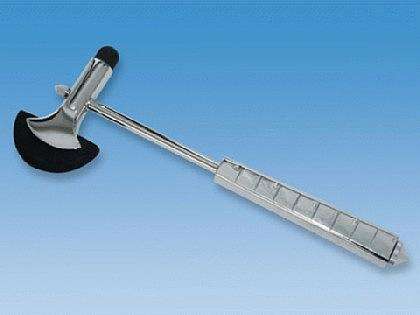
Modèle Vario

## Méthode d'utilisation
La force de la percussion employée pour déclencher le réflexe influence l'amplitude de ce dernier. Des études ont tenté de déterminer la force nécessaire pour susciter un réflexe. Cette force est variable selon le marteau utilisé et difficile à quantifier.
Le marteau Taylor est en général tenu par le médecin par l'extrémité de son manche et un mouvement en arc de cercle est imprimé à l'ensemble du dispositif en direction du tendon à percuter. Les marteaux de Queen Square et de Babinski sont placés perpendiculairement au tendon et sont passivement basculés avec l'aide de la gravité sur le tendon.
La manœuvre de Jendrassik est une méthode de facilitation des réflexes qui permet de renforcer des réflexes faibles ou de faire apparaître des réflexes absents. Elle consiste en une traction en opposition des mains dont les doigts recourbés font crochets, permettant une activation de fond du système moteur. Certains réflexes peuvent être obtenus en interposant un doigt entre marteau et tendon. En cas d'hyperréflexie, un marteau n'est pas nécessaire pour déclencher un réflexe et un simple choc d'un doigt sur le tendon peut être un stimulus suffisant.